# Роголистник погружённый
Роголи́стник погружённый (лат. Ceratophýllum demérsum) — многолетнее травянистое растение, вид рода Роголистник (Ceratophyllum) семейства Роголистниковые (Ceratophyllaceae). 
Бескорневое водное цветковое растение, способное произрастать в широком спектре экологических условий, часто образующее моновидовые скопления. Родина растения — Северная Америка, в настоящее время оно распространилось по всем континентам, причиной чему послужило, в частности, развитие торговли аквариумными растениями и растениями для прудов.
Видовой эпитет demersum означает «погружённый», образован от лат. demergo — «я погружаюсь».

## Ботаническое описание

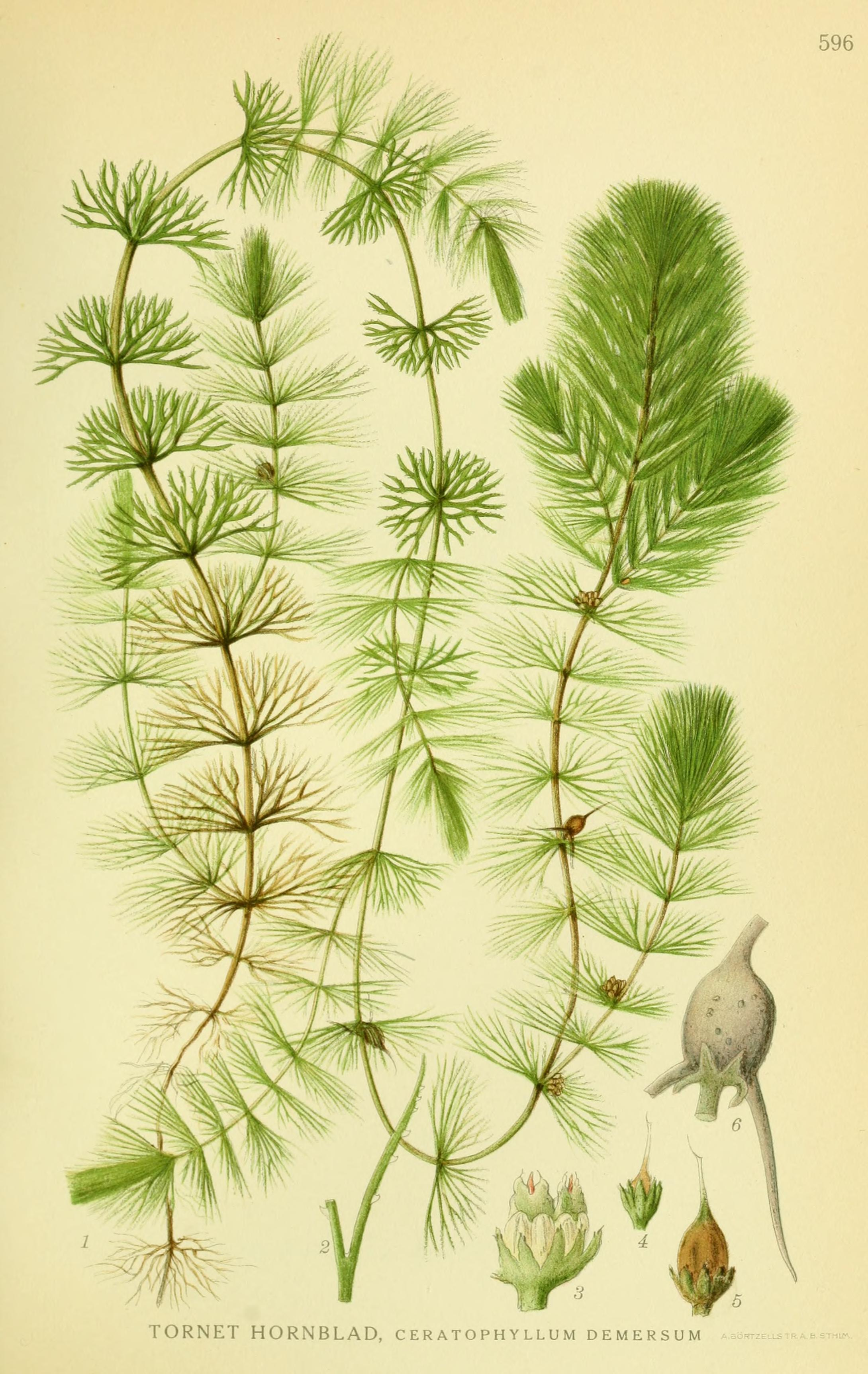

Водное растение, свободно плавающее или прикреплённое к субстрату тонкими ризоидными побегами, отходящими от основания стебля. Питательные вещества растения всасывают непосредственно из воды. Часто растения образуют крупные одновидовые скопления в водоёмах, достигающие 5—6 и даже 10 м в глубину.
Стебли 30—60 (150—250) см длиной, лишённые корней. Листья тёмно-зелёные до оливково-зелёных, в мутовках по (3)5—12, сидячие, в основании расширенные, 1—4 см длиной, однократно или дважды — трижды дихотомически разветвлённые, жёсткие. Сегменты 0,5 мм шириной, линейные, цилиндрические, нитевидные, с одной стороны с зубцами. Турионы в виде многочисленных густых чешуевидных листьев на концах стеблей.
Цветки не более 1—2 мм длиной, зеленоватые, однополые, одиночные, сидячие в пазухах листьев, с 9—12 прицветниками, напоминающими чашечку, лишённые настоящего околоцветника. Пестичные и тычиночные цветки имеются в разных узлах на одном растении. Пестичный цветок — в виде верхней одногнёздной завязи с одним простым пестиком. Тычиночный цветок — с 12—16 сидячими пыльниками без тычиночных нитей, каждый из которых с двумя остроконечиями. Пыльники отрываются от растений и всплывают почти до поверхности воды, высыпающаяся из них пыльца тонет и попадает на пестичные цветки. Вероятно, опыление возможно только в стоячей воде.
Плоды — чёрные орешки (или семянки) 4—5×2—2,5 мм, с шипиком 4—7 мм длиной на конце и с двумя шипиками 2—3,5(7) мм длиной у основания, поверхность плодов гладкая или бугорчатая. Плодоножки до 0,3 мм длиной. Плоды нередко не образуются.

## Распространение
Предположительно, растение происходит из Северной Америки, в настоящее время распространено в водоёмах на всех континентах (кроме Антарктиды). В 1985 году Кристофер Кук отнёс роголистник погружённый к широко распространённым водным растениям, первоначальный ареал которых не установлен. Ареал расширялся вследствие развития международной торговли аквариумными растениями. Вероятно, почти весь потенциальный ареал растение уже заняло.

## Экология
Растение встречается в прудах, канавах, озёрах, в ручьях и небольших реках, на глубинах от 50 см до 15,5 м. В ряде регионов является опасным инвазивным видом: в Новой Зеландии образует монодоминантные сообщества до 7 м (местами до 10 м) глубиной, в которых не выдерживают конкуренции местные виды. Доминирование роголистника достигается тремя способами — конкуренцией за неорганический азот, конкуренцией за свет и аллелопатическим влиянием растений.
Размножается семенами, а также вегетативно — турионами или кусочками стеблей. Турионы и плоды оседают на дно водоёма после отделения от материнского растения. В регионах с низкими зимними температурами растения на зиму оседают на дно. Цветение и плодоношение здесь отмечается редко, преобладает вегетативное размножение. В тёплых умеренных и субтропических регионах растения продолжают развиваться и зимой, образуя многочисленные семена и турионы, весной прорастающие в новые растения.

## Меры контроля
Для уничтожения популяций водных растений в Новой Зеландии нередко применяется дикват, однако в мутной воде он малоэффективен. В таких условиях более эффективно использование эндоталя, который, однако, подавляет и развитие иных видов растений, в частности, рдеста и урути. Определённый эффект может оказывать флуридон, однако его проявление было подтверждено не во всех исследованиях. Было показано, что роголистник гибнет при применении метсульфурон-метила.
В качестве биологической меры контроля популяций роголистника в Новой Зеландии, в Египте, а также в Техасе было предложено подселение в водоёмы растительноядных белых амуров. В других регионах подселение амура иногда вызывало противоположный эффект — рыба более охотно питалась иными водными растениями, а популяция роголистника росла.

## Классификация
Растение было впервые действительно описано в книге Species plantarum Карла Линнея.

### Таксономия
Ceratophyllum demersum L., 1753, Sp. Pl. 2: 992.
Вид Роголистник погружённый относится к роду Роголистник (Ceratophyllum) семейства Роголистниковые (Ceratophyllaceae) порядка Роголистникоцветные (Ceratophyllales). Кладограмма в соответствии с Системой APG IV по состоянию на декабрь 2023 года:
|                             |                                      |                           |                                   |                 |  |  |  |  |                         |  | еще 5 подтвержденных видов и 1 вид, ожидающий подтверждения |
|                             |                                      |                           |                                   |                 |  |  |  |  |                         |  |                                                             |
| порядок Роголистникоцветные |                                      | семейство Роголистниковые |                                   | род Роголистник |  |  |  |  |                         |  |                                                             |
| порядок Роголистникоцветные |                                      |                           |                                   | род Роголистник |  |  |  |  |                         |  |                                                             |
|                             | отдел Цветковые, или Покрытосеменные |                           |                                   |                 |  |  |  |  | Роголистник погружённый |  |                                                             |
|                             | отдел Цветковые, или Покрытосеменные |                           |                                   |                 |  |  |  |  | Роголистник погружённый |  |                                                             |
|                             |                                      |                           | ещё 63 порядка цветковых растений |                 |  |  |  |  |                         |  |                                                             |
|                             |                                      |                           |                                   |                 |  |  |  |  |                         |  |                                                             |

### Внутривидовые таксоны
- Ceratophyllum demersum f. missionis (Wall. ex Wight & Arn.) Wilmot-Dear
- Ceratophyllum demersum var. apiculatum (Cham.) Asch.
- Ceratophyllum demersum var. demersum
- Ceratophyllum demersum var. inerme J.Gay ex Radcl.-Sm.
- Ceratophyllum demersum var. platyacanthum (Cham.) Wimm. — Роголистник плоскоиглый, или Роголистник крылатый, или Роголистник плоскошиповатый
- Ceratophyllum demersum var. quadrispinum Makino

### Синонимы
- Ceratophyllum cornutum Rich. ex S.F.Gray
- Ceratophyllum demersum var. commune A.Gray
- Dichotophyllum demersum (L.) Moench